# 乐乐 (旅美大熊猫)
乐乐（1998年7月18日－2023年2月1日）是一只曾经旅居于美国孟菲斯动物园的雄性大熊猫。

## 生平
乐乐于1998年7月18日在重庆动物园出生，1999年送往上海动物园居住。1999年4月，美国田纳西州的孟菲斯动物园与中国动物园协会达成协议并签署意向书，向中国租借两只大熊猫。2003年4月7日，乐乐与另一只大熊猫“丫丫”抵达美国孟菲斯动物园。2013年，在为期10年的协议到期后，两国再将租借期延长10年，至2023年4月到期。2022年12月，孟菲斯动物园宣布将丫丫和乐乐归还中国，结束20年的租借期。
在2022年1月份，中国动物园协会与孟菲斯动物园共同商定，为乐乐做了一次全面的体检，并邀请美国其他动物园的专家与中国几个动物园的专家们一起为其做出健康评估。专家们根据检查结果，达成共识：乐乐体重偏瘦，血液检测结果未显示有任何疾病的证据；影像学检查无异常。乐乐的牙科检查显示多颗磨牙断裂。所有断裂的牙齿都没有松动或感染，并保持功能。
2023年2月2日，中国动物园协会接到美国孟菲斯动物园通知，于美国当地时间2月1日早晨发现乐乐死亡。有內地網民爆料稱，乐乐曾在美國被保育員砍傷，還被挖出安裝義眼等，是經歷虐待後死亡的，對此中方赴美大熊猫专家组抵达孟菲斯动物园后，与美方专家共同完成了对“乐乐”的尸体解剖检查，解剖观察到身體正常，而心脏出現老化病变，初步判定是其死亡的原因。